# Kalipucang (Kalipucang)
Kalipucang is een bestuurslaag in het regentschap Ciamis van de provincie West-Java, Indonesië. Kalipucang telt 5176 inwoners (volkstelling 2010).